# Gertse
```

```

Gertse, även stavat Gêrzê, är ett härad (dzong) som lyder under prefekturen Ngari i Tibet-regionen i sydvästra Kina.